# Carlos Alderete
Carlos Elvio Alderete es un político argentino que fue ministro de Trabajo de su país en 1987, durante la presidencia de Raúl Alfonsín e interventor del Programa de Atención Médica Integral (PAMI) entre 1994 y 1995.

## Biografía
Carlos Alderete fue electricista y sindicalista; tras ocupar varios cargos en el sindicato de la energía eléctrica de su país, Luz y Fuerza, el secretario general del mismo, Oscar Lescano, lo eligió para sucederlo en el cargo. Se trata de uno de los sindicatos más grandes de la Argentina, con decenas de miles de afiliados.
Tras más de tres años de continuos enfrentamientos con los sindicatos, en 1987 el presidente Raúl Alfonsín cambió su estrategia de confrontación y ofreció el Ministerio de Trabajo al secretario general de Luz y Fuerza, que en ese momento se encontraba en Roma organizando un viaje a la Argentina del papa Juan Pablo II. Como resultado de este acuerdo, el gobierno de Alfonsín elaboró una nueva Ley Sindical que fue aprobada en 1988 (ley 23.551), con el apoyo unánime de todos los sindicatos y parlamentarios de todos los partidos políticos. En cambio fue cuestionada ante la OIT por la Unión Industrial Argentina (UIA), la principal organización empresarial de Argentina. Esta queja sería continuada en los años 1990 por la CTA. Ese año en el Salón Blanco de la Casa Rosada, el presidente Raúl Alfonsín le tomo juramento al nuevo ministro de Trabajo Carlos Alderete, quien proviene del sindicato Luz y Fuerza. Su asunción fue celebrada por sectores del movimiento obrero.
Tuvo el especial privilegio de que la CGT no le hizo ninguna huelga general durante los seis meses que duró su gobierno; esto es especialmente notable, ya que la central obrera llevó adelante trece paros generales durante la presidencia de Alfonsín.
Tras su breve paso por el Ministerio, en 1994 fue llamado por el presidente Carlos Menem para reemplazar a Matilde Menéndez al frente del Programa de Atención Médica Integral (PAMI). Versiones indican que Menem había pedido que nombraran "a Alderete", y que se sorprendió al ver al exministro, ya que a quien buscaba era a Víctor Alderete, pero que de todos modos firmó el decreto de su nombramiento. Su gestión duró algo más de ocho meses, y años más tarde el cargo fue efectivamente ocupado por Víctor Alderete.
En 2013 fue acusado como socio del después presidente de la Corte Suprema de Justicia de la Nación Argentina, Ricardo Lorenzetti, de crear una prestadora del PAMI en la ciudad de Rafaela (provincia de Santa Fe) que habría monopolizado la atención de la salud de los jubilados en esa ciudad.Fue procesado en dicha causa